# Szvjatlana Heorhijevna Cihanovszkaja
Szvjatlana Heorhijevna Cihanovszkaja, született Pilipcsuk (cirill betűkkel: Святлана Георгіеўна Ціханоўская; Mikasevicsi, 1982. szeptember 11.) belarusz nyelvtanár és tolmács, polgárjogi aktivista, politikus. Jelöltként indult a 2020-as fehéroroszországi elnökválasztáson. Férje Szjarhej Cihanovszki politikai aktivista és blogger. Férje ugyancsak elnökjelölt volt a 2020-as választáson, azonban 2020. május 29-én letartóztatták. Szvjatlana Cihanovszkaja ezt követően lépett a férje helyére az elnökválasztáson mint ellenzéki jelölt.

## Életrajza
A mikasevicsi 2. középiskolában tanult, amelyet kitüntetéssel (aranyéremmel) végzett el 2000-ben. A középiskola után a Maziri Állami Pedagógiai Főiskolán filológiai karán tanult német és angol szakon, a nyelvtanári diploma mellett  tolmács végzettséget is szerzett. Az egyetem után Homelben élt, ahol angoltanárként dolgozott. 2013-ban családjával a fővárosba, Minszkbe költöztek.

## Magánélete
2003-ban, 4, évfolyamos egyetemistaként ismerkedett meg Mozirban egy helyi klubban későbbi férjével, Szjarhej Cihanovszkival. Egy évvel később, 2004-ben összeházasodtak. Két gyermekük született: egy fiú 2010-ben és egy lány 2016-ban. Az elnökválasztási kampány időszakában, 2020 júliusában a gyermekeket kimenekítették Belaruszból.